# Ryse: Son of Rome
Ryse: Son of Rome è un videogioco d'azione hack and slash in terza persona, sviluppato dalla software house tedesca,  Crytek e pubblicato da Microsoft Studios. Il titolo è stato lanciato il 22 novembre 2013 come gioco di lancio per Xbox One e successivamente rilasciato per Microsoft Windows il 10 ottobre 2014, grazie alla collaborazione tra Crytek e Deep Silver.
Ambientato in una storia alternativa dell'antica Roma, Ryse: Son of Rome segue le gesta del centurione romano Marius Titus, determinato a vendicare la propria famiglia, uccisa durante un'incursione barbarica. Il videogioco si concentra principalmente sull'uso di spada e scudo, consentendo al giocatore di attaccare e difendersi dai colpi nemici. Una delle caratteristiche distintive del gioco è l'inclusione di quick time events (QTE), che si attivano in momenti specifici durante gli scontri. Il sistema di combattimento enfatizza il "ritmo", premiando i giocatori che riescono a eseguire attacchi e parate in sequenza senza interrompere le combo. Inoltre, il gioco offre un'ampia varietà di esecuzioni spettacolari, che possono essere attivate quando un nemico è ridotto a bassa salute, arricchendo ulteriormente l'esperienza di combattimento.
Il gioco include una modalità multigiocatore cooperativa che consente a due giocatori di combattere contro ondate di nemici sempre più difficili in ambientazioni dinamiche. Ryse: Son of Rome è stato apprezzato per la brutalità del suo sistema di combattimento e per la cura dedicata alla ricreazione della Roma neroniana e dei paesaggi britannici. Tuttavia, ha ricevuto critiche per la ripetitività del gameplay e per la sua limitata longevità.

## Trama
Il generale Marius Titus guida la difesa della città contro un esercito di Celti, riuscendo a mettere in salvo l'imperatore Nerone all'interno di una cripta segreta nel palazzo imperiale. Una volta al sicuro e in presenza dell'imperatore, Marius inizia a raccontare la sua storia attraverso un flashback che ripercorre gli eventi della sua vita . 
Marius, figlio dell'ex legato e senatore Leontius, è un centurione ventenne pronto a essere inviato in un avamposto pacifico ad Alessandria d'Egitto con la Legio II Gallica. Tuttavia, la sua visita alla famiglia prima della partenza è breve: Roma viene assaltata da un'incursione celtica che semina morte e terrore tra le strade della capitale. Durante gli scontri, i genitori e la sorella minore di Marius vengono brutalmente uccisi, scatenando la sua ira. Dopo aver appreso della tragedia, il comandante Vitellio, amico di Leontius, trasferisce Marius nella Legio XIV Gemina, promettendogli l'opportunità di vendicare la sua famiglia. La legione viene inviata in Britannia, dove subisce un'imboscata lungo le coste di Dover da parte dei barbari. Marius guida il contrattacco, radunando le truppe sopravvissute e impedendo così la distruzione del resto della flotta.
Dopo aver ricevuto notizie di una ribellione in un presidio romano a York, Marius guida le sue truppe in supporto alla legione di Commodo, ormai sconfitta. Durante il tragitto, i Romani subiscono numerose perdite a causa delle incessanti sortite dei Britanni, ma riescono comunque a catturare Re Oswald e sua figlia Boudicca, rifugiati nei pressi di un acquedotto nascosto nella foresta di Sherwood. La legione di Vitellio marcia fino alle porte della città, dove trova ad attenderli Basilius, l'altro figlio di Nerone, scortato dai suoi pretoriani. Minacciando di uccidere Boudicca, Basilius costringe il re britanno a confessare che Commodo è stato catturato e ceduto a una tribù barbara oltre il Vallo di Adriano.
Durante la marcia alla ricerca di Commodo, la legione viene attaccata da truppe barbare e subisce gravi perdite: Marius viene scaraventato in un burrone, mentre Vitellio e molti dei suoi uomini vengono catturati. Marius si riunisce con un gruppo di sopravvissuti e guida un assalto al campo barbaro dove sono tenuti prigionieri i compagni legionari, uccidendo il comandante e salvando così le vite di Commodo e Vitellio. Una volta tornati a York, Commodo inizia a negoziare con Oswald, il quale incolpa il suo predecessore per l'incursione barbara avvenuta a Roma. L'attuale re è disposto a concordare un trattato di pace con Roma e, insieme alla figlia Boudicca, chiede che l'impero tratti i Britanni con uguaglianza e rispetto. Tuttavia, Commodo pugnala pubblicamente Oswald, uccidendolo.Inferociti, i seguaci di Oswald iniziano una rivolta in tutta York. Vitellio è costretto a difendere la città per permettere a Commodo di fuggire, aiutato da Marius, che si rende conto che l'assalto a Roma in cui persero la vita i suoi cari non era altro che un espediente politico di Nerone per eliminare il suo rivale e conquistare la Britannia. Nel frattempo, Boudicca fugge con l'aiuto di un sacerdote di nome Aquilo, che la rassicura promettendo che avrà vendetta in futuro.
Vitellio e Marius combattono valorosamente al fianco dei loro uomini, riuscendo a guadagnare tempo sufficiente per permettere l'evacuazione del grosso delle truppe romane. Tuttavia, alla fine vengono circondati ai margini del porto dalle forze barbariche. Marius, consapevole della situazione disperata, decide di sacrificarsi per garantire la salvezza di Vitellio e dei suoi soldati. Prima di affrontare il nemico, fa promettere al comandante di usare la sua influenza politica per denunciare il tradimento di Nerone.Marius respinge con determinazione le ondate nemiche fino a quando tutte le navi riescono a salpare, ma viene infine colpito mortalmente e cade dal molo, sprofondando nelle acque oscure del mare. Sul fondo, mentre la vita lo abbandona, viene raggiunto da una dea benevola che gli porge il pugnale di Damocle, simbolo di tradimento e vendetta. Come Damocle, anche Marius è un eroe di guerra tradito dai suoi comandanti e lasciato morire abbandonato ai propri nemici.Giunto negli Inferi, Marius viene riportato in vita dalla dea della vendetta Nemesi, assumendo l'aspetto di un demoniaco centurione nero. Rinvigorito dalla resurrezione, si prepara a braccare e uccidere tutti i generali che lo hanno tradito. Con un nuovo scopo, Marius si dirige verso Roma, ricevendo dall'eterna dea Estate l'ordine di eliminare la stirpe corrotta di Nerone, vendicare la propria famiglia e salvare la città eterna.La sua missione diventa una lotta contro il potere decadente e corrotto dell'imperatore, mentre Marius si confronta con i fantasmi del suo passato e le ingiustizie subite. La sua vendetta non è solo personale; rappresenta anche una battaglia per il destino di Roma stessa. Con determinazione e ferocia, Marius si prepara a scrivere il proprio destino e quello dell'Impero Romano.
Ritornato nella sua terra natia, Marius si rende conto del decadente stato in cui Roma è caduta per mano di Nerone. Grazie all'intervento della dea Estate, comprende che non è solo un valoroso e rispettato centurione, ma la reincarnazione stessa di Damocle, lo spirito vendicatore di Roma. A questo punto, Marius avvia il suo piano di vendetta: forgiando personalmente un'armatura e un elmo ispirati a quelli di Damocle, utilizza la sua nuova identità per guadagnarsi la fiducia di Basilius, che gli consente di partecipare come gladiatore ai prossimi giochi nell'Anfiteatro Flavio. Durante un'udienza privata con Basilius, Marius lo assassina e apprende dalla dea Estate che Nerone può essere ucciso solo con la sua stessa spada. Ora Marius deve affrontare il suo avversario finale, Commodo. Dopo un estenuante combattimento, riesce a decapitarlo e mostra la testa del figlio a Nerone, giurando che il prossimo a morire sarà proprio lui. Nerone fugge, chiamando in soccorso i suoi pretoriani. Fuggito dall'arena, Marius abbandona la sua seconda identità e si riunisce a Vitellio per affrontare l'offensiva barbara guidata da Boudicca. I Romani riescono a tenere testa ai barbari grazie alla loro superiorità tattica e militare, ma Vitellio viene ucciso da Boudicca, che successivamente ingaggia uno scontro diretto con Marius. Il comandante romano riesce a sconfiggere e decapitare la regina barbara, ma la vittoria è amara: entrambi sono consapevoli di essere vittime del doppio gioco di Nerone.
Alla fine della narrazione, l'attenzione ritorna al presente, dove Marius e Nerone si trovano rinchiusi nella stessa cripta. Nerone, ormai consapevole che Marius e Damocle sono la medesima persona, fugge, abbandonando il centurione in balia dei suoi pretoriani. Determinato a fermare l'imperatore, Marius si lancia all'inseguimento, ma viene interrotto dall'apparizione di Aquilone, il dio dei venti del nord. Aquilone rivela di aver assistito Nerone nel suo piano di distruzione, desiderando vedere Roma cadere e porre fine al suo impero.Sfruttando la distrazione di Marius, Nerone lo pugnala mortalmente alle spalle. Tuttavia, grazie all'intervento della dea Estate, Marius riesce a sopravvivere. Raccolte le sue ultime forze, si scaglia contro Nerone, trascinando entrambi giù dal parapetto del palazzo imperiale. L'imperatore muore trafitto dalla spada dell'enorme statua che lo ritrae, mentre Marius precipita verso il suolo.Nel momento finale, Marius espira, confortato dalla presenza di Estate, che svanisce insieme ad Aquilone annunciando la vittoria del bene sul male. La storia si conclude con la ritirata dell'esercito barbaro, demoralizzato dalla perdita del loro comandante. Marius viene celebrato postumo come un eroe e nume protettore della patria romana, il suo sacrificio divenendo leggenda e simbolo di speranza per il futuro di Roma.

## Modalità di gioco
Il giocatore ha a disposizione un ampio arsenale di armi per attaccare e difendersi dai nemici. Oltre al combattimento corpo a corpo, il gioco include lance e giavellotti, che consentono di affrontare i nemici anche a distanza.
Il sistema di combattimento enfatizza il "ritmo" del gioco, che rappresenta l'abilità del giocatore di sconfiggere i nemici seguendo uno schema ritmico e ripetitivo. Il combattimento si basa su un sistema di combo, ovvero sequenze di mosse eseguite in successione. Inoltre, un sistema di ricompense premia i giocatori che completano lunghe serie di combinazioni o mosse specifiche. All'interno delle combo, Marius può anche bloccare gli attacchi nemici per interrompere le catene di combo avversarie e contrattaccare.
Quando il giocatore infligge abbastanza danni a un nemico, può attivare una sequenza di esecuzione. Una volta attivata, il gioco evidenzia con un colore specifico i nemici coinvolti nell'esecuzione, permettendo al giocatore di effettuare una serie di quick time events utilizzando i tasti appropriati. Queste sequenze garantiscono risorse aggiuntive: maggiore è la precisione nella sequenza, più sostanziose saranno le ricompense ottenute. Prima di iniziare la sequenza, il giocatore può scegliere tra quattro categorie di esecuzione da applicare ai nemici indeboliti; la selezione determina il tipo di risorsa che sarà concessa al termine della combinazione.Le quattro tipologie di esecuzione sono: la prima aumenta i danni inflitti dal giocatore per un breve periodo dopo l'esecuzione; la seconda ricarica la barra della concentrazione; la terza consente di recuperare la vita precedentemente persa; e la quarta incrementa significativamente i punti esperienza guadagnati dalle uccisioni. I punti esperienza accumulati durante i combattimenti possono essere spesi per potenziare gli attributi di Marius, come vita, danni inflitti o ricarica della barra di concentrazione, e per sbloccare nuove tipologie di esecuzione.
In diversi momenti del gioco, Marius è coinvolto in combattimenti su vasta scala. Il giocatore può cooperare o controllare personaggi secondari per affrontare le orde di nemici. Il gioco supporta il controllo vocale tramite Kinect, consentendo al giocatore di impartire ordini ad altri personaggi o richiedere il supporto di arcieri e catapulte.
Inoltre, il titolo include una modalità cooperativa per due giocatori, in cui è possibile completare varie sfide e combattere contro ondate di nemici all'interno del Colosseo. Ryse presenta anche un sistema di microtransazioni, che consente ai giocatori di acquistare armi e armature utilizzando valuta reale.La modalità cooperativa offre un'esperienza dinamica, con ambientazioni che cambiano e sfide sempre diverse. I giocatori possono creare il proprio gladiatore, separato dal protagonista Marius, per affrontare le battaglie nel Colosseo. Durante i combattimenti, l'accento è posto sulla spettacolarità delle esecuzioni e sull'interazione con l'ambiente circostante, rendendo ogni scontro unico e coinvolgente.

## Accoglienza
| Testata                            | Versione | Giudizio |
| ---------------------------------- | -------- | -------- |
| GameRankings (media al 30-01-2020) | XONE     | 64.30%   |
| GameRankings (media al 30-01-2020) | PC       | 63.20%   |
| Metacritic (media al 30-01-2020)   | XONE     | 60/100   |
| Metacritic (media al 30-01-2020)   | PC       | 61/100   |
| Destructoid                        | XONE     | 5/10     |
| EGM                                | XONE     | 7.5/10   |
| Eurogamer                          | XONE     | 5/10     |
| Game Informer                      | XONE     | 6/10     |
| GameSpot                           | XONE     | 4/10     |
| GamesRadar+                        | XONE     | [ 11 ]   |
| Giant Bomb                         | XONE     | [ 12 ]   |
| IGN                                | XONE     | 6.8/10   |
| VideoGamer.com                     | XONE     | 7/10     |

"Ryse: Son of Rome" ha ricevuto un'accoglienza generalmente al di sopra della media. GameRankings ha assegnato un punteggio del 64,30% alla versione Xbox One, basato su 47 recensioni , e un punteggio del 63,20% alla versione PC, basato su 10 recensioni . Metacritic ha riportato un punteggio di 60/100 per la versione Xbox One, su 77 recensioni , e di 61/100 per la versione PC, su 27 recensioni .I punti di forza del gioco includono la grafica mozzafiato e una narrazione coinvolgente, ma le critiche si sono concentrate sul gameplay, considerato piuttosto basilare sebbene funzionale. Anche la modalità multigiocatore è stata giudicata poco complessa e con una longevità limitata, mentre i contenuti generali del gioco sono stati ritenuti insufficienti.
Nonostante non siano mai state divulgate cifre precise riguardo alle vendite, Cevat Yerli, il direttore del gioco, ha espresso il suo disappunto per le vendite della versione Xbox One nell'agosto del 2014. Questo riflette le aspettative elevate che circondavano il titolo al momento del suo lancio, in quanto era uno dei giochi di punta per l'uscita della console.

## Sequel
Dalle parole di Cevat Yerli, co-fondatore di Crytek e produttore esecutivo di Ryse: Son of Rome, il titolo non è concepito come un'opera autonoma, ma come il punto di partenza per un nuovo franchise. Tuttavia, molte fonti hanno riportato che Ryse 2 è stato cancellato a causa di un conflitto tra Crytek e Microsoft riguardo ai diritti di proprietà intellettuale del franchise. Microsoft desiderava ottenere il pieno possesso della proprietà intellettuale in cambio del finanziamento dello sviluppo di Ryse 2, ma Crytek non accettò tali condizioni, portando così alla cancellazione del progetto. Nonostante ciò, in un'intervista con Eurogamer, Yerli ha negato che lo sviluppo del gioco fosse stato definitivamente annullato, sottolineando che il rapporto tra Microsoft e Crytek è rimasto forte e positivo.
Ryse: Son of Rome è stato uno degli ultimi titoli sviluppati da Crytek prima che l'azienda entrasse in una crisi finanziaria e successivamente in una fase di ristrutturazione. Oggi, la nuova Crytek si è trasformata in un "servizio online" dedicato alla pubblicazione di giochi gratuiti, ma la proprietà intellettuale di Ryse 2 rimane ancora nelle mani della società tedesca.La situazione finanziaria di Crytek ha sollevato preoccupazioni tra i fan e gli esperti del settore, poiché la compagnia ha affrontato sfide significative nel mantenere la sua posizione nel mercato dei videogiochi.